# Jean-François Monnard
Jean-François Monnard (* 4. November 1941 in Lausanne) ist ein Schweizer Dirigent und Generalmusikdirektor.

## Leben und Wirken
Monnard verbrachte seine Jugendzeit in Payerne, wo er seinen Schulabschluss machte. Anschließend begann er zunächst ein Studium der Rechtswissenschaften an der Universität Lausanne, das er 1964 mit dem Bachelor abschloss. Seine Leidenschaft galt jedoch seit frühester Kindheit der klassischen Musik und er begann im Alter von acht Jahren mit dem Erlernen des Klavierspiels. Neben seinem Jurastudium belegte Monnard am Konservatorium Fribourg die Fächer Orgel, Kontrabass und Musiktheorie und wechselte 1964 an die Folkwang Universität der Künste in Essen, wo er bei Heinz Dressel Dirigat und bei Krzysztof Penderecki Musiktheorie studierte. Darüber hinaus besuchte er internationale zeitgenössische Musikkurse in Darmstadt und Meisterkurse unter anderem bei Jean Fournet in Hilversum. 1968 schloss Monnard sein Studium mit dem Diplom für Dirigieren in Essen ab.
Nachdem er einen vom Tonhalle-Orchester Zürich organisierten Wettbewerb im Jahr 1970 gewonnen hatte, wurde er als Gastdirigent in ganz Europa, den USA und Taiwan verpflichtet. 1981 erhielt er seinen ersten längeren Vertrag am Theater Aachen, wo er zunächst als Kapellmeister und von 1983 bis 1984 in der Vakanzzeit des Generalmusikdirektors als musikalischer Oberleiter (kommissarischer Musikdirektor) übernommen wurde. Anschließend übernahm Monnard von 1985 bis 1988 kommissarisch die Stelle des 1. Dirigenten und Musikdirektors beim Sinfonieorchester Wuppertal, bevor er schließlich von 1988 bis 1999 als Generalmusikdirektor des Osnabrücker Symphonieorchesters am Theater Osnabrück tätig war. Zwischendurch übernahm er als Gastdirigent verschiedene Opernproduktionen, so unter anderem in Bordeaux, Catania, Leipzig, Dortmund und Stockholm, und leitete mehrere renommierte Orchester Europas, darunter das Tonhalle-Orchester Zürich, das Berner Symphonieorchester und das Orchestre de la Suisse Romande.
Aufgrund eines Hörproblems zog sich Monnard ab 1998 von der aktiven musikalischen Leitung zurück und wechselte auf Verwaltungs- und Beraterpositionen. Zunächst übernahm er von 1998 bis 2007 die Aufgabe des Programmdirektors an der Deutschen Oper Berlin und wurde von 2007 bis 2012 stellvertretender Direktor des „Septembre Musical Montreux Vevey“ und übernahm gleichzeitig von 2009 bis 2012 die Leitung der künstlerischen Planung am Grand Théâtre de Genève. Zudem leitete er im Jahr 2012 als Kurator die Ausstellung im Schloss Chillon anlässlich des 100. Geburtstages des Komponisten und Dirigenten Igor Markevitch und war darüber hinaus für wenige Monate als kommissarischer künstlerischer Berater für das Orchestre de la Suisse Romande tätig.
Des Weiteren beteiligt sich Monnard regelmäßig als Mitglied an verschiedenen Wettbewerbsjuries und verfasst Fachartikel für Rundfunksendungen, Zeitungen und Zeitschriften und zeigt sich dabei als profunder Kenner der Werke von Maurice Ravel.

## Publikationen (Auswahl)
- Neue kritische Ausgabe der sinfonischen Werke von Maurice Ravel, 10 Bände, Breitkopf & Härtel, Wiesbaden, 2008 bis 2014
- Das erstaunliche Schicksal von Igor Markevitch, Begleitheft zur Ausstellung 2012 im Schloss Chillon[2]